# Hashiba Hidekatsu
Hashiba Hidekatsu (羽柴秀勝?   1568 – 29 de enero de 1586) fue un samurái japonés del período Azuchi-Momoyama de la historia de Japón.
Hidekatsu fue el cuarto hijo de Oda Nobunaga, pero fue adoptado por Hashiba Hideyoshi (posteriormente conocido como Toyotomi Hideyoshi) por lo que su nombre cambió de Oda Hidekatsu (織田秀勝?) a Hashiba Hidekatsu.
Hidekatsu participó durante la Batalla de Komaki y Nagakute y murió en 1586 en Corea. 